# FC Bayern München in het seizoen 2017/18
Dit artikel beschrijft de prestaties van de Duitse voetbalclub FC Bayern München in het seizoen 2017-2018.

## Spelerskern
| Nr.           | Naam                | Nationaliteit | Geboortedatum | Vorige club         |
| ------------- | ------------------- | ------------- | ------------- | ------------------- |
| Keepers       |                     |               |               |                     |
| 1             | Manuel Neuer        | Duitsland     | 19-03-1986    | FC Schalke 04       |
| 26            | Sven Ulreich        | Duitsland     | 03-08-1988    | VfB Stuttgart       |
| 36            | Christian Früchtl   | Duitsland     | 28-01-2000    | /                   |
| Verdedigers   |                     |               |               |                     |
| 4             | Niklas Süle         | Duitsland     | 03-09-1995    | Hoffenheim          |
| 5             | Mats Hummels        | Duitsland     | 16-12-1988    | Borussia Dortmund   |
| 13            | Rafinha             | Brazilië      | 07-09-1985    | Genoa               |
| 14            | Juan Bernat         | Spanje        | 01-03-1993    | Valencia            |
| 15            | Lukas Mai           | Duitsland     | 31-03-2000    | /                   |
| 17            | Jérôme Boateng      | Duitsland     | 03-09-1988    | Manchester City     |
| 20            | Felix Götze         | Duitsland     | 11-02-1998    | /                   |
| 27            | David Alaba         | Oostenrijk    | 24-06-1992    | Hoffenheim          |
| 32            | Joshua Kimmich      | Duitsland     | 08-02-1995    | RB Leipzig          |
| 34            | Marco Friedl        | Oostenrijk    | 16-03-1998    | /                   |
| Middenvelders |                     |               |               |                     |
| 6             | Thiago              | Spanje        | 11-04-1991    | FC Barcelona        |
| 7             | Franck Ribéry       | Frankrijk     | 07-04-1983    | Olympique Marseille |
| 8             | Javi Martínez       | Spanje        | 02-09-1988    | Athletic Bilbao     |
| 10            | Arjen Robben        | Nederland     | 23-01-1984    | Real Madrid         |
| 11            | James Rodríguez     | Colombia      | 12-07-1991    | Real Madrid         |
| 16            | Meritan Shabani     | Kosovo        | 15-03-1999    | /                   |
| 19            | Sebastian Rudy      | Duitsland     | 28-02-1990    | Hoffenheim          |
| 23            | Arturo Vidal        | Chili         | 27-05-1987    | Juventus            |
| 24            | Corentin Tolisso    | Frankrijk     | 03-08-1994    | Olympique Lyon      |
| 30            | Niklas Dorsch       | Duitsland     | 15-01-1998    | /                   |
| 40            | Fabian Benko        | Duitsland     | 05-06-1998    | /                   |
| Aanvallers    |                     |               |               |                     |
| 2             | Sandro Wagner       | Duitsland     | 29-11-1987    | Hoffenheim          |
| 9             | Robert Lewandowski  | Polen         | 21-08-1988    | Borussia Dortmund   |
| 18            | Frank Evina         | Kameroen      | 05-07-2000    | /                   |
| 25            | Thomas Müller       | Duitsland     | 13-09-1989    | /                   |
| 28            | Kwasi Okyere Wriedt | Ghana         | 10-07-1994    | VfL Osnabrück       |
| 29            | Kingsley Coman      | Frankrijk     | 13-06-1996    | Juventus            |

- = Aanvoerder

### Technische staf
|                 |                      |               |                                                               |
| Functie         | Naam                 | Nationaliteit | Opmerking                                                     |
| Coach           | Jupp Heynckes (foto) | Duitsland     | Vanaf 6 oktober 2017.                                         |
| Assistent-coach | Peter Hermann        | Duitsland     | Vanaf 6 oktober 2017.                                         |
| Assistent-coach | Hermann Gerland      | Duitsland     | Vanaf 6 oktober 2017.                                         |
| Coach           | Carlo Ancelotti      | Italië        | Ontslagen op 28 september 2017.                               |
| Assistent-coach | Willy Sagnol         | Frankrijk     | Interim-coach van 28 sept. tot 6 okt. 2017. Nadien ontslagen. |
| Assistent-coach | Davide Ancelotti     | Italië        | Ontslagen op 28 september 2017.                               |
| Keeperstrainer  | Toni Tapalović       | Duitsland     |                                                               |

## Resultaten
| Bundesliga | DFB-Pokal           | DFL-Supercup | Champions League |
| ---------- | ------------------- | ------------ | ---------------- |
|            |                     |              |                  |
| Kampioen   | Verliezend finalist | Winnaar      | Halve finale     |

## Uitrustingen
Shirtsponsor(s): Deutsche Telekom

Sportmerk: adidas
| Thuis | Uit | Alternatief | Doelman |

## Transfers

### Zomer
| Naam                | Nationaliteit     | Van/naar          | Type           |
| ------------------- | ----------------- | ----------------- | -------------- |
| Inkomend            |                   |                   |                |
| James Rodríguez     | Colombia          | Real Madrid       | Huur           |
| Niklas Süle         | Duitsland         | Hoffenheim        | € 22.000.000   |
| Sebastian Rudy      | Duitsland         | Hoffenheim        | Transfervrij   |
| Corentin Tolisso    | Frankrijk         | Olympique Lyon    | € 41.500.000   |
| Kingsley Coman      | Frankrijk         | Juventus          | € 21.000.000   |
| Serge Gnabry        | Duitsland         | Werder Bremen     | € 8.000.000    |
| Kwasi Okyere Wriedt | Ghana             | VfL Osnabrück     | niet bekend    |
| Holger Badstuber    | Duitsland         | Schalke 04        | Einde huur     |
| Medhi Benatia       | Marokko           | Juventus          | Einde huur     |
| Gianluca Gaudino    | Duitsland         | FC St. Gallen     | Einde huur     |
| TOTAAL UITGAVEN:    | TOTAAL UITGAVEN:  | TOTAAL UITGAVEN:  | € 92.500.000   |
| Uitgaand            |                   |                   |                |
| Philipp Lahm        | Duitsland         |                   | Einde carrière |
| Xabi Alonso         | Spanje            |                   | Einde carrière |
| Tom Starke          | Duitsland         |                   | Einde carrière |
| Gianluca Gaudino    | Duitsland         | Chievo Verona     | € 500.000      |
| Medhi Benatia       | Marokko           | Juventus          | € 17.000.000   |
| Douglas Costa       | Brazilië          | Juventus          | Huur           |
| Serge Gnabry        | Duitsland         | Hoffenheim        | Huur           |
| Renato Sanches      | Portugal          | Swansea City      | Huur           |
| Holger Badstuber    | Duitsland         | VfB Stuttgart     | Einde contract |
| TOTAAL INKOMSTEN:   | TOTAAL INKOMSTEN: | TOTAAL INKOMSTEN: | € 17.500.000   |

### Winter
| Naam              | Nationaliteit     | Van/naar          | Type         |
| ----------------- | ----------------- | ----------------- | ------------ |
| Inkomend          |                   |                   |              |
| Sandro Wagner     | Duitsland         | Hoffenheim        | € 15.000.000 |
| TOTAAL UITGAVEN:  | TOTAAL UITGAVEN:  | TOTAAL UITGAVEN:  | € 15.000.000 |
| Uitgaand          |                   |                   |              |
| Marco Friedl      | Oostenrijk        | Werder Bremen     | Huur         |
| TOTAAL INKOMSTEN: | TOTAAL INKOMSTEN: | TOTAAL INKOMSTEN: | € 0          |

## DFL-Supercup
| Wedstrijddetails                                 | Thuisploeg                 | Uitslag         | Uitploeg                        | Opstelling | Kaarten                   |
| ------------------------------------------------ | -------------------------- | --------------- | ------------------------------- | --- | ------------------------- |
| DFL-Supercup                                     |                            |                 |                                 | |                           |
| 5 augustus 2017 20:30 Signal Iduna Park Dortmund | Borussia Dortmund          | 2-2 (4-5)       | Bayern München                  | Ulreich Kimmich, Martínez (60' Süle), Hummels, Rafinha Tolisso (84' Sanches), Rudy, Vidal Müller (67' Coman), Lewandowski, Ribéry Strafschoppen: Lewandowski, Ribéry, Kimmich, Rudy, Vidal, Süle | 69' Lewandowski 74' Vidal |
| 5 augustus 2017 20:30 Signal Iduna Park Dortmund | 12' Pulisic 71' Aubameyang | 1-0 1-1 2-1 2-2 | 18' Lewandowski 88' Bürki (own) | Ulreich Kimmich, Martínez (60' Süle), Hummels, Rafinha Tolisso (84' Sanches), Rudy, Vidal Müller (67' Coman), Lewandowski, Ribéry Strafschoppen: Lewandowski, Ribéry, Kimmich, Rudy, Vidal, Süle | 69' Lewandowski 74' Vidal |

## Bundesliga

### Wedstrijden
| Wedstrijddetails                                          | Thuisploeg                                                                             | Uitslag                                        | Uitploeg                                             | Opstelling | Kaarten                                      |
| --------------------------------------------------------- | -------------------------------------------------------------------------------------- | ---------------------------------------------- | ---------------------------------------------------- | --- | -------------------------------------------- |
| Heenronde                                                 |                                                                                        |                                                |                                                      | |                                              |
| 18 augustus 2017 20:30 Allianz Arena München              | Bayern München                                                                         | 3-1                                            | Bayer Leverkusen                                     | Ulreich Kimmich, Süle, Hummels (62' Rafinha), Alaba Tolisso, Rudy, Vidal Müller (61' Robben), Lewandowski, Ribéry (77' Coman)           | 63' Vidal                                    |
| 18 augustus 2017 20:30 Allianz Arena München              | 9' Süle 18' Tolisso 52' Lewandowski (pen.)                                             | 1-0 2-0 3-0 3-1                                | 65' Mehmedi                                          | Ulreich Kimmich, Süle, Hummels (62' Rafinha), Alaba Tolisso, Rudy, Vidal Müller (61' Robben), Lewandowski, Ribéry (77' Coman)           | 63' Vidal                                    |
| 26 augustus 2017 15:30 Weserstadion Bremen                | Werder Bremen                                                                          | 0-2                                            | Bayern München                                       | Neuer Kimmich, Süle, Hummels, Alaba Tolisso, Vidal (85' Rudy), Thiago Robben (64' Coman), Lewandowski, Ribéry (73' Müller)              | 60' Vidal                                    |
| 26 augustus 2017 15:30 Weserstadion Bremen                |                                                                                        | 0-1 0-2                                        | 72' Lewandowski 75' Lewandowski                      | Neuer Kimmich, Süle, Hummels, Alaba Tolisso, Vidal (85' Rudy), Thiago Robben (64' Coman), Lewandowski, Ribéry (73' Müller)              | 60' Vidal                                    |
| 9 september 2017 18:30 Rhein-Neckar-Arena Sinsheim        | TSG Hoffenheim                                                                         | 2-0                                            | Bayern München                                       | Neuer Kimmich, Martínez, Hummels, Rafinha (78' Ribéry) Tolisso, Rudy (57' Robben), Thiago Müller (78' Rodríguez), Lewandowski, Coman    | 90+5' Hummels                                |
| 9 september 2017 18:30 Rhein-Neckar-Arena Sinsheim        | 27' Uth 51' Uth                                                                        | 1-0 2-0                                        |                                                      | Neuer Kimmich, Martínez, Hummels, Rafinha (78' Ribéry) Tolisso, Rudy (57' Robben), Thiago Müller (78' Rodríguez), Lewandowski, Coman    | 90+5' Hummels                                |
| 16 september 2017 15:30 Allianz Arena München             | Bayern München                                                                         | 4-0                                            | FSV Mainz 05                                         | Neuer Kimmich, Boateng (62' Süle), Hummels, Rafinha Vidal (72' Rudy), Thiago, Müller Robben (62' Ribéry), Lewandowski, Coman            | 42' Rafinha 56' Boateng                      |
| 16 september 2017 15:30 Allianz Arena München             | 11' Müller 23' Robben 50' Lewandowski 77' Lewandowski                                  | 1-0 2-0 3-0 4-0                                |                                                      | Neuer Kimmich, Boateng (62' Süle), Hummels, Rafinha Vidal (72' Rudy), Thiago, Müller Robben (62' Ribéry), Lewandowski, Coman            | 42' Rafinha 56' Boateng                      |
| 19 september 2017 20:30 Veltins-Arena Gelsenkirchen       | FC Schalke 04                                                                          | 0-3                                            | Bayern München                                       | Ulreich Kimmich, Martínez (77' Hummels), Süle, Rafinha Tolisso (69' Vidal), Rudy, Müller Rodríguez, Lewandowski (65' Thiago), Coman     | 87' Thiago                                   |
| 19 september 2017 20:30 Veltins-Arena Gelsenkirchen       |                                                                                        | 25' Lewandowski (pen.) 29' Rodríguez 75' Vidal |                                                      | Ulreich Kimmich, Martínez (77' Hummels), Süle, Rafinha Tolisso (69' Vidal), Rudy, Müller Rodríguez, Lewandowski (65' Thiago), Coman     | 87' Thiago                                   |
| 22 september 2017 20:30 Allianz Arena München             | Bayern München                                                                         | 2-2                                            | VfL Wolfsburg                                        | Ulreich Kimmich, Boateng, Hummels, Rafinha Vidal (63' Tolisso), Rudy, Müller Robben (85' Rodríguez), Lewandowski, Ribéry (85' Coman)    | 13' Vidal                                    |
| 22 september 2017 20:30 Allianz Arena München             | 33' Lewandowski (pen.) 42' Robben                                                      | 1-0 2-0 2-1 2-2                                | 56' Arnold 83' Didavi                                | Ulreich Kimmich, Boateng, Hummels, Rafinha Vidal (63' Tolisso), Rudy, Müller Robben (85' Rodríguez), Lewandowski, Ribéry (85' Coman)    | 13' Vidal                                    |
| 1 oktober 2017 15:30 Olympiastadion Berlijn               | Hertha BSC                                                                             | 2-2                                            | Bayern München                                       | Ulreich Kimmich, Boateng (79' Süle), Hummels, Alaba Tolisso, Martínez, Müller Robben (59' Thiago), Lewandowski, Ribéry (62' Coman)      | 52' Tolisso 72' Kimmich                      |
| 1 oktober 2017 15:30 Olympiastadion Berlijn               | 51' Duda 56' Kalou                                                                     | 0-1 0-2 1-2 2-2                                | 10' Hummels 49' Lewandowski                          | Ulreich Kimmich, Boateng (79' Süle), Hummels, Alaba Tolisso, Martínez, Müller Robben (59' Thiago), Lewandowski, Ribéry (62' Coman)      | 52' Tolisso 72' Kimmich                      |
| 14 oktober 2017 15:30 Allianz Arena München               | Bayern München                                                                         | 5-0                                            | SC Freiburg                                          | Ulreich Kimmich, Boateng (82' Süle), Hummels, Alaba Martínez (70' Rudy), Thiago, Müller (78' Tolisso) Robben, Lewandowski, Coman        |                                              |
| 14 oktober 2017 15:30 Allianz Arena München               | 8' Schuster (own) 42' Coman 63' Thiago 75' Lewandowski 90+3' Kimmich                   | 1-0 2-0 3-0 4-0 5-0                            |                                                      | Ulreich Kimmich, Boateng (82' Süle), Hummels, Alaba Martínez (70' Rudy), Thiago, Müller (78' Tolisso) Robben, Lewandowski, Coman        |                                              |
| 21 oktober 2017 18:30 Volksparkstadion Hamburg            | Hamburger SV                                                                           | 0-1                                            | Bayern München                                       | Ulreich Rafinha, Süle, Hummels, Alaba Tolisso, Vidal, Rodríguez (46' Müller)(55' Thiago) Robben, Lewandowski, Coman (90+3' Kimmich)     | 45' Rodríguez 75' Tolisso                    |
| 21 oktober 2017 18:30 Volksparkstadion Hamburg            |                                                                                        | 0-1                                            | 52' Tolisso                                          | Ulreich Rafinha, Süle, Hummels, Alaba Tolisso, Vidal, Rodríguez (46' Müller)(55' Thiago) Robben, Lewandowski, Coman (90+3' Kimmich)     | 45' Rodríguez 75' Tolisso                    |
| 28 oktober 2017 18:30 Allianz Arena München               | Bayern München                                                                         | 2-0                                            | RB Leipzig                                           | Ulreich Kimmich (84' Rafinha), Boateng, Hummels, Alaba Martínez, Rudy, Thiago Robben (86' Tolisso), Lewandowski (45' Vidal), Rodríguez  | 82' Thiago                                   |
| 28 oktober 2017 18:30 Allianz Arena München               | 19' Rodríguez 38' Lewandowski                                                          | 1-0 2-0                                        |                                                      | Ulreich Kimmich (84' Rafinha), Boateng, Hummels, Alaba Martínez, Rudy, Thiago Robben (86' Tolisso), Lewandowski (45' Vidal), Rodríguez  | 82' Thiago                                   |
| 4 november 2017 18:30 Signal Iduna Park Dortmund          | Borussia Dortmund                                                                      | 1-3                                            | Bayern München                                       | Ulreich Kimmich, Süle, Hummels, Alaba (74' Rafinha) Martínez (81' Rudy), Thiago, Rodríguez (84' Vidal) Robben, Lewandowski, Coman       | 65' Alaba 75' Martínez                       |
| 4 november 2017 18:30 Signal Iduna Park Dortmund          | 88' Bartra                                                                             | 0-1 0-2 0-3 1-3                                | 16' Robben 37' Lewandowski 67' Alaba                 | Ulreich Kimmich, Süle, Hummels, Alaba (74' Rafinha) Martínez (81' Rudy), Thiago, Rodríguez (84' Vidal) Robben, Lewandowski, Coman       | 65' Alaba 75' Martínez                       |
| 18 november 2017 15:30 Allianz Arena München              | Bayern München                                                                         | 3-0                                            | FC Augsburg                                          | Ulreich Kimmich, Süle, Hummels, Rafinha Martínez, Vidal (80' Rudy), Rodríguez Robben (78' Tolisso), Lewandowski, Bernat (74' Alaba)     |                                              |
| 18 november 2017 15:30 Allianz Arena München              | 31' Vidal 38' Lewandowski 49' Lewandowski                                              | 1-0 2-0 3-0                                    |                                                      | Ulreich Kimmich, Süle, Hummels, Rafinha Martínez, Vidal (80' Rudy), Rodríguez Robben (78' Tolisso), Lewandowski, Bernat (74' Alaba)     |                                              |
| 25 november 2017 18:30 Borussia-Park Mönchengladbach      | Borussia Mönchengladbach                                                               | 2-1                                            | Bayern München                                       | Ulreich Kimmich, Süle, Hummels, Bernat (45' Coman) Rudy (68' Wriedt), Martínez, Vidal Tolisso, Lewandowski, Rodríguez (46' Friedl)      | 31' Tolisso                                  |
| 25 november 2017 18:30 Borussia-Park Mönchengladbach      | 39' Hazard (pen.) 44' Ginter                                                           | 1-0 2-0 2-1                                    | 74' Vidal                                            | Ulreich Kimmich, Süle, Hummels, Bernat (45' Coman) Rudy (68' Wriedt), Martínez, Vidal Tolisso, Lewandowski, Rodríguez (46' Friedl)      | 31' Tolisso                                  |
| 2 december 2017 15:30 Allianz Arena München               | Bayern München                                                                         | 3-1                                            | Hannover 96                                          | Ulreich Kimmich, Boateng, Hummels, Rafinha Martínez (58' Tolisso), Vidal, Rodríguez Müller (81' Alaba), Lewandowski, Coman (90' Ribéry) | 26' Ulreich 59' Müller                       |
| 2 december 2017 15:30 Allianz Arena München               | 17' Vidal 67' Coman 87' Lewandowski (pen.)                                             | 1-0 1-1 2-1 3-1                                | 35' Benschop                                         | Ulreich Kimmich, Boateng, Hummels, Rafinha Martínez (58' Tolisso), Vidal, Rodríguez Müller (81' Alaba), Lewandowski, Coman (90' Ribéry) | 26' Ulreich 59' Müller                       |
| 9 december 2017 15:30 Commerzbank-Arena Frankfurt am Main | Eintracht Frankfurt                                                                    | 0-1                                            | Bayern München                                       | Starke Kimmich, Boateng, Süle, Rafinha Martínez, Vidal (55' Tolisso), Rodríguez Coman (84' Lewandowski), Müller, Ribéry (67' Alaba)     | 5' Vidal 52' Rafinha 67' Müller              |
| 9 december 2017 15:30 Commerzbank-Arena Frankfurt am Main |                                                                                        | 0-1                                            | 20' Vidal                                            | Starke Kimmich, Boateng, Süle, Rafinha Martínez, Vidal (55' Tolisso), Rodríguez Coman (84' Lewandowski), Müller, Ribéry (67' Alaba)     | 5' Vidal 52' Rafinha 67' Müller              |
| 13 december 2017 20:30 Allianz Arena München              | Bayern München                                                                         | 1-0                                            | FC Köln                                              | Starke Rafinha, Boateng, Süle, Alaba Tolisso (46' Rodríguez), Rudy, Vidal (46' Coman) Müller, Lewandowski, Ribéry (76' Kimmich)         |                                              |
| 13 december 2017 20:30 Allianz Arena München              | 60' Lewandowski                                                                        | 1-0                                            |                                                      | Starke Rafinha, Boateng, Süle, Alaba Tolisso (46' Rodríguez), Rudy, Vidal (46' Coman) Müller, Lewandowski, Ribéry (76' Kimmich)         |                                              |
| 16 december 2017 15:30 Mercedes-Benz Arena Stuttgart      | VfB Stuttgart                                                                          | 0-1                                            | Bayern München                                       | Ulreich Kimmich, Boateng, Hummels (68' Süle), Rafinha Rodríguez, Martínez, Vidal Tolisso (65' Müller), Lewandowski, Coman (84' Alaba)   | 31' Boateng 90+4' Rafinha                    |
| 16 december 2017 15:30 Mercedes-Benz Arena Stuttgart      |                                                                                        | 0-1                                            | 79' Müller                                           | Ulreich Kimmich, Boateng, Hummels (68' Süle), Rafinha Rodríguez, Martínez, Vidal Tolisso (65' Müller), Lewandowski, Coman (84' Alaba)   | 31' Boateng 90+4' Rafinha                    |
| Terugronde                                                |                                                                                        |                                                |                                                      | |                                              |
| 12 januari 2018 20:30 BayArena Leverkusen                 | Bayer Leverkusen                                                                       | 1-3                                            | Bayern München                                       | Ulreich Rafinha, Boateng, Süle, Alaba Rodríguez, Martínez, Vidal Robben (65' Coman), Müller (90+2' Tolisso), (Ribéry 79' Wagner)        | 27' Müller 42' Rafinha                       |
| 12 januari 2018 20:30 BayArena Leverkusen                 | 70' Volland                                                                            | 0-1 0-2 1-2 1-3                                | 32' Martínez 59' Ribéry 90+1' Rodríguez              | Ulreich Rafinha, Boateng, Süle, Alaba Rodríguez, Martínez, Vidal Robben (65' Coman), Müller (90+2' Tolisso), (Ribéry 79' Wagner)        | 27' Müller 42' Rafinha                       |
| 21 januari 2018 15:30 Allianz Arena München               | Bayern München                                                                         | 4-2                                            | Werder Bremen                                        | Ulreich Kimmich, Boateng, Süle, Bernat Müller, Martínez (58' Vidal), Rodríguez Robben (58' Coman), Lewandowski (77' Wagner), Ribéry     |                                              |
| 21 januari 2018 15:30 Allianz Arena München               | 41' Müller 63' Lewandowski 76' Lewandowski 84' Müller                                  | 0-1 1-1 2-1 2-2 3-2 4-2                        | 25' Gondorf 74' Süle (own)                           | Ulreich Kimmich, Boateng, Süle, Bernat Müller, Martínez (58' Vidal), Rodríguez Robben (58' Coman), Lewandowski (77' Wagner), Ribéry     |                                              |
| 27 januari 2018 15:30 Allianz Arena München               | Bayern München                                                                         | 5-2                                            | TSG Hoffenheim                                       | Ulreich Kimmich (85' Wagner), Boateng, Süle, Alaba Tolisso (64' Müller), Rudy, Vidal Robben (77' Rafinha), Lewandowski, Coman           |                                              |
| 27 januari 2018 15:30 Allianz Arena München               | 21' Lewandowski 25 Boateng 63' Coman 66' Vidal 90' Wagner                              | 0-1 0-2 1-2 2-2 3-2 4-2 5-2                    | 3' Uth 12' Gnabry                                    | Ulreich Kimmich (85' Wagner), Boateng, Süle, Alaba Tolisso (64' Müller), Rudy, Vidal Robben (77' Rafinha), Lewandowski, Coman           |                                              |
| 3 februari 2018 15:30 Opel Arena Mainz                    | FSV Mainz 05                                                                           | 0-2                                            | Bayern München                                       | Ulreich Rafinha, Boateng, Hummels, Bernat Tolisso, Rudy (70' Alaba), Rodríguez Müller, Wagner (63' Lewandowski), Ribéry (82' Coman)     | 36' Rudy 41' Wagner 76' Boateng              |
| 3 februari 2018 15:30 Opel Arena Mainz                    |                                                                                        | 0-1 0-2                                        | 33' Ribéry 44' Rodríguez                             | Ulreich Rafinha, Boateng, Hummels, Bernat Tolisso, Rudy (70' Alaba), Rodríguez Müller, Wagner (63' Lewandowski), Ribéry (82' Coman)     | 36' Rudy 41' Wagner 76' Boateng              |
| 10 februari 2018 18:30 Allianz Arena München              | Bayern München                                                                         | 2-1                                            | FC Schalke 04                                        | Ulreich Kimmich, Boateng (71' Süle), Hummels, Alaba Müller, Vidal, Rodríguez (81' Martínez) Robben, Lewandowski, Ribéry (77' Coman)     | 42' Rodríguez 59' Vidal                      |
| 10 februari 2018 18:30 Allianz Arena München              | 6' Lewandowski 36' Müller                                                              | 1-0 1-1 2-1                                    | 29' Di Santo                                         | Ulreich Kimmich, Boateng (71' Süle), Hummels, Alaba Müller, Vidal, Rodríguez (81' Martínez) Robben, Lewandowski, Ribéry (77' Coman)     | 42' Rodríguez 59' Vidal                      |
| 17 februari 2018 15:30 Volkswagen-Arena Wolfsburg         | VfL Wolfsburg                                                                          | 1-2                                            | Bayern München                                       | Ulreich Rafinha, Martínez, Süle, Bernat Tolisso, Rudy, Thiago (62' Müller) Robben, Wagner (79' Lewandowski), Ribéry (66' Alaba)         | 29' Thiago 37' Ribéry 90+3' Müller           |
| 17 februari 2018 15:30 Volkswagen-Arena Wolfsburg         | 8' Didavi                                                                              | 1-0 1-1 1-2                                    | 64' Wagner 90+1' Lewandowski                         | Ulreich Rafinha, Martínez, Süle, Bernat Tolisso, Rudy, Thiago (62' Müller) Robben, Wagner (79' Lewandowski), Ribéry (66' Alaba)         | 29' Thiago 37' Ribéry 90+3' Müller           |
| 24 februari 2018 15:30 Allianz Arena München              | Bayern München                                                                         | 0-0                                            | Hertha BSC                                           | Ulreich Rafinha, Süle, Hummels, Alaba Müller (71' Wagner), Martínez, Thiago (75' Vidal) Robben, Lewandowski, Ribéry (68' Coman)         |                                              |
| 24 februari 2018 15:30 Allianz Arena München              |                                                                                        |                                                |                                                      | Ulreich Rafinha, Süle, Hummels, Alaba Müller (71' Wagner), Martínez, Thiago (75' Vidal) Robben, Lewandowski, Ribéry (68' Coman)         |                                              |
| 4 maart 2018 18:00 Schwarzwald-Stadion Freiburg           | SC Freiburg                                                                            | 0-4                                            | Bayern München                                       | Ulreich Kimmich, Boateng, Hummels, Alaba Tolisso, Vidal (83' Süle), Thiago (74' Rudy) Müller (81' Rafinha), Wagner, Bernat              |                                              |
| 4 maart 2018 18:00 Schwarzwald-Stadion Freiburg           |                                                                                        | 0-1 0-2 0-3 0-4                                | 25' Schwolow (own) 28' Tolisso 54' Wagner 69' Müller | Ulreich Kimmich, Boateng, Hummels, Alaba Tolisso, Vidal (83' Süle), Thiago (74' Rudy) Müller (81' Rafinha), Wagner, Bernat              |                                              |
| 10 maart 2018 15:30 Allianz Arena München                 | Bayern München                                                                         | 6-0                                            | Hamburger SV                                         | Ulreich Kimmich, Boateng, Hummels, Alaba Müller, Martínez, Vidal (46' Tolisso)(65' Rudy) Robben (63' Thiago), Lewandowski, Ribéry       | 4' Vidal                                     |
| 10 maart 2018 15:30 Allianz Arena München                 | 8' Ribéry 12' Lewandowski 19' Lewandowski 55' Robben 81' Ribéry 90' Lewandowski (pen.) | 1-0 2-0 3-0 4-0 5-0 6-0                        |                                                      | Ulreich Kimmich, Boateng, Hummels, Alaba Müller, Martínez, Vidal (46' Tolisso)(65' Rudy) Robben (63' Thiago), Lewandowski, Ribéry       | 4' Vidal                                     |
| 18 maart 2018 18:00 Red Bull Arena Leipzig                | RB Leipzig                                                                             | 2-1                                            | Bayern München                                       | Ulreich Kimmich (79' Rafinha), Süle, Hummels, Alaba Rodríguez (72' Lewandowski), Rudy, Vidal Müller, Wagner, Bernat (61' Ribéry)        | 40' Rudy 42' Süle 63' Ribéry 82' Lewandowski |
| 18 maart 2018 18:00 Red Bull Arena Leipzig                | 37' Keïta 56' Werner                                                                   | 0-1 1-1 2-1                                    | 12' Wagner                                           | Ulreich Kimmich (79' Rafinha), Süle, Hummels, Alaba Rodríguez (72' Lewandowski), Rudy, Vidal Müller, Wagner, Bernat (61' Ribéry)        | 40' Rudy 42' Süle 63' Ribéry 82' Lewandowski |
| 31 maart 2018 18:30 Allianz Arena München                 | Bayern München                                                                         | 6-0                                            | Borussia Dortmund                                    | Ulreich Rafinha, Boateng, Hummels, Alaba (46' Kimmich) Müller, Martínez, Rodríguez (65' Thiago) Robben, Lewandowski, Ribéry (69' Rudy)  | 65' Ribéry                                   |
| 31 maart 2018 18:30 Allianz Arena München                 | 5' Lewandowski 14' Rodríguez 23' Müller 44' Lewandowski 45+1' Ribéry 87' Lewandowski   | 1-0 2-0 3-0 4-0 5-0 6-0                        |                                                      | Ulreich Rafinha, Boateng, Hummels, Alaba (46' Kimmich) Müller, Martínez, Rodríguez (65' Thiago) Robben, Lewandowski, Ribéry (69' Rudy)  | 65' Ribéry                                   |
| 7 april 2018 15:30 WWK Arena Augsburg                     | FC Augsburg                                                                            | 1-4                                            | Bayern München                                       | Ulreich Kimmich, Boateng, Süle, Rafinha Tolisso, Rudy, Rodríguez (64' Martínez) Robben (83' Müller), Wagner, Bernat (82' Ribéry)        | 20' Boateng                                  |
| 7 april 2018 15:30 WWK Arena Augsburg                     | 18' Süle (own)                                                                         | 1-0 1-1 1-2 1-3 1-4                            | 32' Tolisso 38' Rodríguez 62' Robben 87' Wagner      | Ulreich Kimmich, Boateng, Süle, Rafinha Tolisso, Rudy, Rodríguez (64' Martínez) Robben (83' Müller), Wagner, Bernat (82' Ribéry)        | 20' Boateng                                  |
| 14 april 2018 18:30 Allianz Arena München                 | Bayern München                                                                         | 5-1                                            | Borussia Mönchengladbach                             | Ulreich Kimmich, Süle, Hummels, Alaba (73' Rafinha) Tolisso, Rudy, Thiago Müller (46' Rodríguez), Wagner (70' Lewandowski), Bernat      | 69' Hummels 87' Bernat                       |
| 14 april 2018 18:30 Allianz Arena München                 | 37' Wagner 41' Wagner 51' Thiago 67' Alaba 82' Lewandowski                             | 0-1 1-1 2-1 3-1 4-1 5-1                        | 9' Drmic                                             | Ulreich Kimmich, Süle, Hummels, Alaba (73' Rafinha) Tolisso, Rudy, Thiago Müller (46' Rodríguez), Wagner (70' Lewandowski), Bernat      | 69' Hummels 87' Bernat                       |
| 21 april 2018 15:30 HDI-Arena Hannover                    | Hannover 96                                                                            | 0-3                                            | Bayern München                                       | Ulreich Rafinha, Mai, Boateng, Bernat Rudy, Süle, Rodríguez (72' Martínez) Robben (46' Müller), Wagner (67' Lewandowski), Thiago        |                                              |
| 21 april 2018 15:30 HDI-Arena Hannover                    |                                                                                        | 0-1 0-2 0-3                                    | 57' Müller 73' Lewandowski 89' Rudy                  | Ulreich Rafinha, Mai, Boateng, Bernat Rudy, Süle, Rodríguez (72' Martínez) Robben (46' Müller), Wagner (67' Lewandowski), Thiago        |                                              |
| 28 april 2018 15:30 Allianz Arena München                 | Bayern München                                                                         | 4-1                                            | Eintracht Frankfurt                                  | Ulreich Kimmich (46' Rafinha), Mai, Hummels, Bernat Tolisso, Rudy, Drosch Shabani (56' Thiago), Wagner, Evina (66' Süle)                |                                              |
| 28 april 2018 15:30 Allianz Arena München                 | 43' Dorsch 76' Wagner 87' Rafinha 90' Süle                                             | 1-0 2-0 2-1 3-1 4-1                            | 78' Haller                                           | Ulreich Kimmich (46' Rafinha), Mai, Hummels, Bernat Tolisso, Rudy, Drosch Shabani (56' Thiago), Wagner, Evina (66' Süle)                |                                              |
| 5 mei 2018 15:30 RheinEnergieStadion Keulen               | FC Köln                                                                                | 1-3                                            | Bayern München                                       | Ulreich Kimmich, Süle, Hummels, Rafinha Rudy, Martínez, Rodríguez Müller (74' Tolisso), Lewandowski (77' Wagner), Evina (46' Thiago)    |                                              |
| 5 mei 2018 15:30 RheinEnergieStadion Keulen               | 30' Süle (own)                                                                         | 1-0 1-1 1-2 1-3                                | 59' Rodríguez 61' Lewandowski 78' Tolisso            | Ulreich Kimmich, Süle, Hummels, Rafinha Rudy, Martínez, Rodríguez Müller (74' Tolisso), Lewandowski (77' Wagner), Evina (46' Thiago)    |                                              |
| 12 mei 2018 15:30 Allianz Arena München                   | Bayern München                                                                         | 1-4                                            | VfB Stuttgart                                        | Ulreich Kimmich, Süle, Hummels, Rafinha Tolisso (46' Martínez), Thiago, Rodríguez Müller (68' Wagner), Lewandowski, Ribéry (70' Rudy)   | 86' Hummels                                  |
| 12 mei 2018 15:30 Allianz Arena München                   | 21' Tolisso                                                                            | 0-1 1-1 1-2 1-3 1-4                            | 5' Ginczek 42' Donis 52' Akolo 55' Ginczek           | Ulreich Kimmich, Süle, Hummels, Rafinha Tolisso (46' Martínez), Thiago, Rodríguez Müller (68' Wagner), Lewandowski, Ribéry (70' Rudy)   | 86' Hummels                                  |

### Overzicht
| Speeldag  | 1 | 2 | 3 | 4 | 5  | 6  | 7  | 8  | 9  | 10 | 11 | 12 | 13 | 14 | 15 | 16 | 17 | 18 | 19 | 20 | 21 | 22 | 23 | 24 | 25 | 26 | 27 | 28 | 29 | 30 | 31 | 32 | 33 | 34 |
| --------- | - | - | - | - | -- | -- | -- | -- | -- | -- | -- | -- | -- | -- | -- | -- | -- | -- | -- | -- | -- | -- | -- | -- | -- | -- | -- | -- | -- | -- | -- | -- | -- | -- |
| Resultaat | w | w | v | w | w  | g  | g  | w  | w  | w  | w  | w  | v  | w  | w  | w  | w  | w  | w  | w  | w  | w  | w  | g  | w  | w  | v  | w  | w  | w  | w  | w  | w  | v  |
| Punten    | 3 | 6 | 6 | 9 | 12 | 13 | 14 | 17 | 20 | 23 | 26 | 29 | 29 | 32 | 35 | 38 | 41 | 44 | 47 | 50 | 53 | 56 | 59 | 60 | 63 | 66 | 66 | 69 | 72 | 75 | 78 | 81 | 84 | 84 |
| Positie   | 2 | 2 | 6 | 3 | 2  | 3  | 2  | 2  | 2  | 1  | 1  | 1  | 1  | 1  | 1  | 1  | 1  | 1  | 1  | 1  | 1  | 1  | 1  | 1  | 1  | 1  | 1  | 1  | 1  | 1  | 1  | 1  | 1  | 1  |

## DFB-Pokal
| Wedstrijddetails                                             | Thuisploeg             | Uitslag                         | Uitploeg                                                                  | Opstelling | Kaarten                                      |
| ------------------------------------------------------------ | ---------------------- | ------------------------------- | ------------------------------------------------------------------------- | --- | -------------------------------------------- |
| 1/32 finale                                                  |                        |                                 |                                                                           | |                                              |
| 12 augustus 2017 15:30 Stadion an der Gellertstraße Chemnitz | Chemnitzer FC (III)    | 0-5                             | Bayern München                                                            | Ulreich Kimmich, Süle, Hummels, Rafinha (63' Alaba) Tolisso, Rudy (69' Vidal), Müller Coman, Lewandowski (64' Robben), Ribéry                                                                             | 57' Rudy                                     |
| 12 augustus 2017 15:30 Stadion an der Gellertstraße Chemnitz |                        | 0-1 0-2 0-3 0-4 0-5             | 20' Lewandowski 51' Coman 60' Lewandowski 79' Ribéry 89' Hummels          | Ulreich Kimmich, Süle, Hummels, Rafinha (63' Alaba) Tolisso, Rudy (69' Vidal), Müller Coman, Lewandowski (64' Robben), Ribéry                                                                             | 57' Rudy                                     |
| 1/16 finale                                                  |                        |                                 |                                                                           | |                                              |
| 25 oktober 2017 20:45 Red Bull Arena Leipzig                 | RB Leipzig             | 1-1 (4-5)                       | Bayern München                                                            | Ulreich Kimmich, Boateng, Hummels, Alaba Tolisso (88' Rafinha), Vidal (57' Rudy), Thiago (101' Wriedt) Robben, Lewandowski, Coman (60' Martínez) Strafschoppen: Lewandowski, Alaba, Hummels, Rudy, Robben | 22' Boateng 35' Vidal 86' Kimmich 95' Thiago |
| 25 oktober 2017 20:45 Red Bull Arena Leipzig                 | 68' Forsberg (pen.)    | 1-0 1-1                         | 73' Thiago                                                                | Ulreich Kimmich, Boateng, Hummels, Alaba Tolisso (88' Rafinha), Vidal (57' Rudy), Thiago (101' Wriedt) Robben, Lewandowski, Coman (60' Martínez) Strafschoppen: Lewandowski, Alaba, Hummels, Rudy, Robben | 22' Boateng 35' Vidal 86' Kimmich 95' Thiago |
| 1/8 finale                                                   |                        |                                 |                                                                           | |                                              |
| 20 december 2017 20:45 Allianz Arena München                 | Bayern München         | 2-1                             | Borussia Dortmund                                                         | Ulreich Kimmich, Boateng, Süle, Alaba Rodríguez (75' Tolisso), Martínez (87' Rudy), Vidal Müller, Lewandowski, Ribéry (61' Coman)                                                                         | 22' Ribéry 79' Lewandowski 83' Vidal         |
| 20 december 2017 20:45 Allianz Arena München                 | 12' Boateng 40' Müller | 1-0 2-0 2-1                     | 77' Yarmolenko                                                            | Ulreich Kimmich, Boateng, Süle, Alaba Rodríguez (75' Tolisso), Martínez (87' Rudy), Vidal Müller, Lewandowski, Ribéry (61' Coman)                                                                         | 22' Ribéry 79' Lewandowski 83' Vidal         |
| Kwartfinale                                                  |                        |                                 |                                                                           | |                                              |
| 6 februari 2018 18:30 Benteler-Arena Paderborn               | SC Paderborn (III)     | 0-6                             | Bayern München                                                            | Ulreich Kimmich, Süle, Hummels, Alaba Müller (32' Tolisso), Vidal, Rodríguez (67' Rudy) Robben, Lewandowski, Coman (81' Ribéry)                                                                           | 40' Hummels 74' Vidal                        |
| 6 februari 2018 18:30 Benteler-Arena Paderborn               |                        | 0-1 0-2 0-3 0-4 0-5 0-6         | 19' Coman 25' Lewandowski 42' Kimmich 55' Tolisso 86' Robben 88' Robben   | Ulreich Kimmich, Süle, Hummels, Alaba Müller (32' Tolisso), Vidal, Rodríguez (67' Rudy) Robben, Lewandowski, Coman (81' Ribéry)                                                                           | 40' Hummels 74' Vidal                        |
| Halve finale                                                 |                        |                                 |                                                                           | |                                              |
| 17 april 2018 20:45 BayArena Leverkusen                      | Bayer Leverkusen       | 2-6                             | Bayern München                                                            | Ulreich Kimmich, Boateng, Hummels, Alaba (46' Rafinha) Müller (80' Rodríguez), Martínez, Thiago (85' Süle) Robben, Lewandowski, Ribéry                                                                    | 65' Boateng                                  |
| 17 april 2018 20:45 BayArena Leverkusen                      | 16' Bender 72' Bailey  | 0-1 0-2 1-2 1-3 1-4 1-5 2-5 2-6 | 3' Lewandowski 9' Lewandowski 52' Müller 61' Thiago 64' Müller 78' Müller | Ulreich Kimmich, Boateng, Hummels, Alaba (46' Rafinha) Müller (80' Rodríguez), Martínez, Thiago (85' Süle) Robben, Lewandowski, Ribéry                                                                    | 65' Boateng                                  |
| Finale                                                       |                        |                                 |                                                                           | |                                              |
| 19 mei 2018 20:00 Olympiastadion Berlijn                     | Bayern München         | 1-3                             | Eintracht Frankfurt                                                       | Ulreich Kimmich, Süle, Hummels, Alaba Rodríguez, Martínez, Thiago (64' Tolisso) Müller (70' Coman), Lewandowski, Ribéry (87' Wagner)                                                                      | 37' Lewandowski 86' Coman                    |
| 19 mei 2018 20:00 Olympiastadion Berlijn                     | 53' Lewandowski        | 0-1 1-1 1-2 1-3                 | 11' Rebić 82' Rebić 90+6' Gaćinović                                       | Ulreich Kimmich, Süle, Hummels, Alaba Rodríguez, Martínez, Thiago (64' Tolisso) Müller (70' Coman), Lewandowski, Ribéry (87' Wagner)                                                                      | 37' Lewandowski 86' Coman                    |

## UEFA Champions League
| UEFA Champions League                                          |                                                                 |                     |                                       | |                                                |
| Wedstrijddetails                                               | Thuisploeg                                                      | Uitslag             | Uitploeg                              | Opstelling | Kaarten                                        |
| Groepsfase                                                     |                                                                 |                     |                                       | |                                                |
| 12 september 2017 20:45 Allianz Arena München                  | Bayern München                                                  | 3-0                 | RSC Anderlecht                        | Neuer Kimmich, Martínez (77' Boateng), Süle, Rafinha Rodríguez (85' Coman), Tolisso, Thiago Robben, Lewandowski, Ribéry (78' Müller)     | 11' Ribéry 74' Tolisso                         |
| 12 september 2017 20:45 Allianz Arena München                  | 12' Lewandowski (pen.) 65' Thiago 90' Kimmich                   | 1-0 2-0 3-0         |                                       | Neuer Kimmich, Martínez (77' Boateng), Süle, Rafinha Rodríguez (85' Coman), Tolisso, Thiago Robben, Lewandowski, Ribéry (78' Müller)     | 11' Ribéry 74' Tolisso                         |
| 27 september 2017 20:45 Parc des Princes Parijs                | Paris Saint-Germain                                             | 3-0                 | Bayern München                        | Ulreich Kimmich, Süle, Martínez, Alaba Tolisso (46' Rudy), Vidal, Thiago Müller (69' Robben), Lewandowski, Rodríguez (46' Coman)         | 23' Kimmich 45' Vidal 60' Thiago 78' Rudy      |
| 27 september 2017 20:45 Parc des Princes Parijs                | 2' Dani Alves 31' Cavani 63' Neymar                             | 1-0 2-0 3-0         |                                       | Ulreich Kimmich, Süle, Martínez, Alaba Tolisso (46' Rudy), Vidal, Thiago Müller (69' Robben), Lewandowski, Rodríguez (46' Coman)         | 23' Kimmich 45' Vidal 60' Thiago 78' Rudy      |
| 18 oktober 2017 20:45 Allianz Arena München                    | Bayern München                                                  | 3-0                 | Celtic FC                             | Ulreich Kimmich (80' Rafinha), Boateng, Hummels, Alaba Rudy, Thiago (67' Vidal), Müller Robben, Lewandowski, Coman (78' Rodríguez)       |                                                |
| 18 oktober 2017 20:45 Allianz Arena München                    | 17' Müller 29' Kimmich 51' Hummels                              | 1-0 2-0 3-0         |                                       | Ulreich Kimmich (80' Rafinha), Boateng, Hummels, Alaba Rudy, Thiago (67' Vidal), Müller Robben, Lewandowski, Coman (78' Rodríguez)       |                                                |
| 31 oktober 2017 20:45 Celtic Park Glasgow                      | Celtic FC                                                       | 1-2                 | Bayern München                        | Ulreich Rafinha, Boateng, Süle, Alaba Tolisso (83' Kimmich), Martínez, Vidal (59' Rudy) Robben (90+4' Thiago), Rodríguez, Coman          |                                                |
| 31 oktober 2017 20:45 Celtic Park Glasgow                      | 74' McGregor                                                    | 0-1 1-1 1-2         | 22' Coman 77' Martínez                | Ulreich Rafinha, Boateng, Süle, Alaba Tolisso (83' Kimmich), Martínez, Vidal (59' Rudy) Robben (90+4' Thiago), Rodríguez, Coman          |                                                |
| 22 november 2017 20:45 Constant Vanden Stockstadion Anderlecht | RSC Anderlecht                                                  | 1-2                 | Bayern München                        | Ulreich Kimmich, Boateng, Süle, Friedl Tolisso, Rudy, Vidal (87' Hummels) Robben (48' Martínez), Lewandowski, Thiago (44' Rodríguez)     | 61' Boateng 63' Lewandowski 88' Ulreich        |
| 22 november 2017 20:45 Constant Vanden Stockstadion Anderlecht | 63' Hanni                                                       | 0-1 1-1 1-2         | 51' Lewandowski 77' Tolisso           | Ulreich Kimmich, Boateng, Süle, Friedl Tolisso, Rudy, Vidal (87' Hummels) Robben (48' Martínez), Lewandowski, Thiago (44' Rodríguez)     | 61' Boateng 63' Lewandowski 88' Ulreich        |
| 5 december 2017 20:45 Allianz Arena München                    | Bayern München                                                  | 3-1                 | Paris Saint-Germain                   | Ulreich Kimmich, Süle, Hummels, Alaba (85' Rafinha) Tolisso, Rudy, Rodríguez (83' Vidal) Coman, Lewandowski, Ribéry (67' Müller)         | 22' Kimmich 23' Rodríguez 41' Tolisso 53' Rudy |
| 5 december 2017 20:45 Allianz Arena München                    | 8' Lewandowski 37' Tolisso 69' Tolisso                          | 1-0 2-0 2-1 3-1     | 50' Mbappé                            | Ulreich Kimmich, Süle, Hummels, Alaba (85' Rafinha) Tolisso, Rudy, Rodríguez (83' Vidal) Coman, Lewandowski, Ribéry (67' Müller)         | 22' Kimmich 23' Rodríguez 41' Tolisso 53' Rudy |
| 1/8 finale                                                     |                                                                 |                     |                                       | |                                                |
| 20 februari 2018 20:45 Allianz Arena München                   | Bayern München                                                  | 5-0                 | Beşiktaş                              | Ulreich Kimmich, Boateng, Hummels, Alaba Rodríguez (44' Robben), Martínez, Vidal (83' Tolisso) Müller, Lewandowski, Coman (81' Ribéry)   | 38' Lewandowski                                |
| 20 februari 2018 20:45 Allianz Arena München                   | 43' Müller 52' Coman 66' Müller 79' Lewandowski 88' Lewandowski | 1-0 2-0 3-0 4-0 5-0 |                                       | Ulreich Kimmich, Boateng, Hummels, Alaba Rodríguez (44' Robben), Martínez, Vidal (83' Tolisso) Müller, Lewandowski, Coman (81' Ribéry)   | 38' Lewandowski                                |
| 14 maart 2018 18:00 Vodafone Park Istanboel                    | Beşiktaş                                                        | 1-3                 | Bayern München                        | Ulreich Rafinha, Boateng, Hummels (46' Süle), Alaba Vidal, Martínez, Thiago (35' Rodríguez) Müller, Lewandowski (68' Wagner), Ribéry     | 37' Hummels 42' Boateng 63' Rafinha            |
| 14 maart 2018 18:00 Vodafone Park Istanboel                    | 59' Love                                                        | 0-1 0-2 1-2 1-3     | 18' Thiago 46' Gönül (own) 84' Wagner | Ulreich Rafinha, Boateng, Hummels (46' Süle), Alaba Vidal, Martínez, Thiago (35' Rodríguez) Müller, Lewandowski (68' Wagner), Ribéry     | 37' Hummels 42' Boateng 63' Rafinha            |
| Kwartfinale                                                    |                                                                 |                     |                                       | |                                                |
| 3 april 2018 20:45 Estadio Ramón Sánchez Pizjuán Sevilla       | Sevilla FC                                                      | 1-2                 | Bayern München                        | Ulreich Kimmich, Boateng, Hummels, Bernat (46' Rafinha) Vidal (36' Rodríguez), Martínez, Thiago Müller, Lewandowski, Ribéry (79' Robben) | 13' Ribéry 34' Bernat 85' Müller               |
| 3 april 2018 20:45 Estadio Ramón Sánchez Pizjuán Sevilla       | 32' Sarabia                                                     | 1-0 1-1 1-2         | 37' Navas (own) 68' Thiago            | Ulreich Kimmich, Boateng, Hummels, Bernat (46' Rafinha) Vidal (36' Rodríguez), Martínez, Thiago Müller, Lewandowski, Ribéry (79' Robben) | 13' Ribéry 34' Bernat 85' Müller               |
| 11 april 2018 20:45 Allianz Arena München                      | Bayern München                                                  | 0-0                 | Sevilla FC                            | Ulreich Kimmich, Boateng, Hummels, Rafinha (87' Süle) Müller, Martínez, Rodríguez Robben, Lewandowski (77' Wagner), Ribéry (71' Thiago)  | 90+3' Wagner                                   |
| 11 april 2018 20:45 Allianz Arena München                      |                                                                 |                     |                                       | Ulreich Kimmich, Boateng, Hummels, Rafinha (87' Süle) Müller, Martínez, Rodríguez Robben, Lewandowski (77' Wagner), Ribéry (71' Thiago)  | 90+3' Wagner                                   |
| Halve finale                                                   |                                                                 |                     |                                       | |                                                |
| 25 april 2018 20:45 Allianz Arena München                      | Bayern München                                                  | 1-2                 | Real Madrid                           | Ulreich Kimmich, Boateng (34' Süle), Hummels, Rafinha Müller, Martínez (75' Tolisso), Rodríguez Robben (8' Thiago), Lewandowski, Ribéry  | 52' Ribéry 89' Thiago                          |
| 25 april 2018 20:45 Allianz Arena München                      | 28' Kimmich                                                     | 1-0 1-1 1-2         | 44' Marcelo 57' Asensio               | Ulreich Kimmich, Boateng (34' Süle), Hummels, Rafinha Müller, Martínez (75' Tolisso), Rodríguez Robben (8' Thiago), Lewandowski, Ribéry  | 52' Ribéry 89' Thiago                          |
| 1 mei 2018 20:45 Estadio Santiago Bernabéu Madrid              | Real Madrid                                                     | 2-2                 | Bayern München                        | Ulreich Kimmich, Süle, Hummels, Alaba Tolisso (75' Wagner), Thiago, Rodríguez (84' Martínez) Müller, Lewandowski, Ribéry                 |                                                |
| 1 mei 2018 20:45 Estadio Santiago Bernabéu Madrid              | 11' Benzema 46' Benzema                                         | 0-1 1-1 2-1 2-2     | 3' Kimmich 63' Rodríguez              | Ulreich Kimmich, Süle, Hummels, Alaba Tolisso (75' Wagner), Thiago, Rodríguez (84' Martínez) Müller, Lewandowski, Ribéry                 |                                                |

### Klassement groepsfase
| #  | Club                | GS | W | G | V | DV | DT | DS  | PTN |
| -- | ------------------- | -- | - | - | - | -- | -- | --- | --- |
| 1. | Paris Saint-Germain | 6  | 5 | 0 | 1 | 25 | 4  | +21 | 15  |
| 2. | Bayern München      | 6  | 5 | 0 | 1 | 13 | 6  | +7  | 15  |
| 3. | Celtic FC           | 6  | 1 | 0 | 5 | 5  | 18 | −13 | 3   |
| 4. | RSC Anderlecht      | 6  | 1 | 0 | 5 | 2  | 17 | −15 | 3   |

## Afbeeldingen

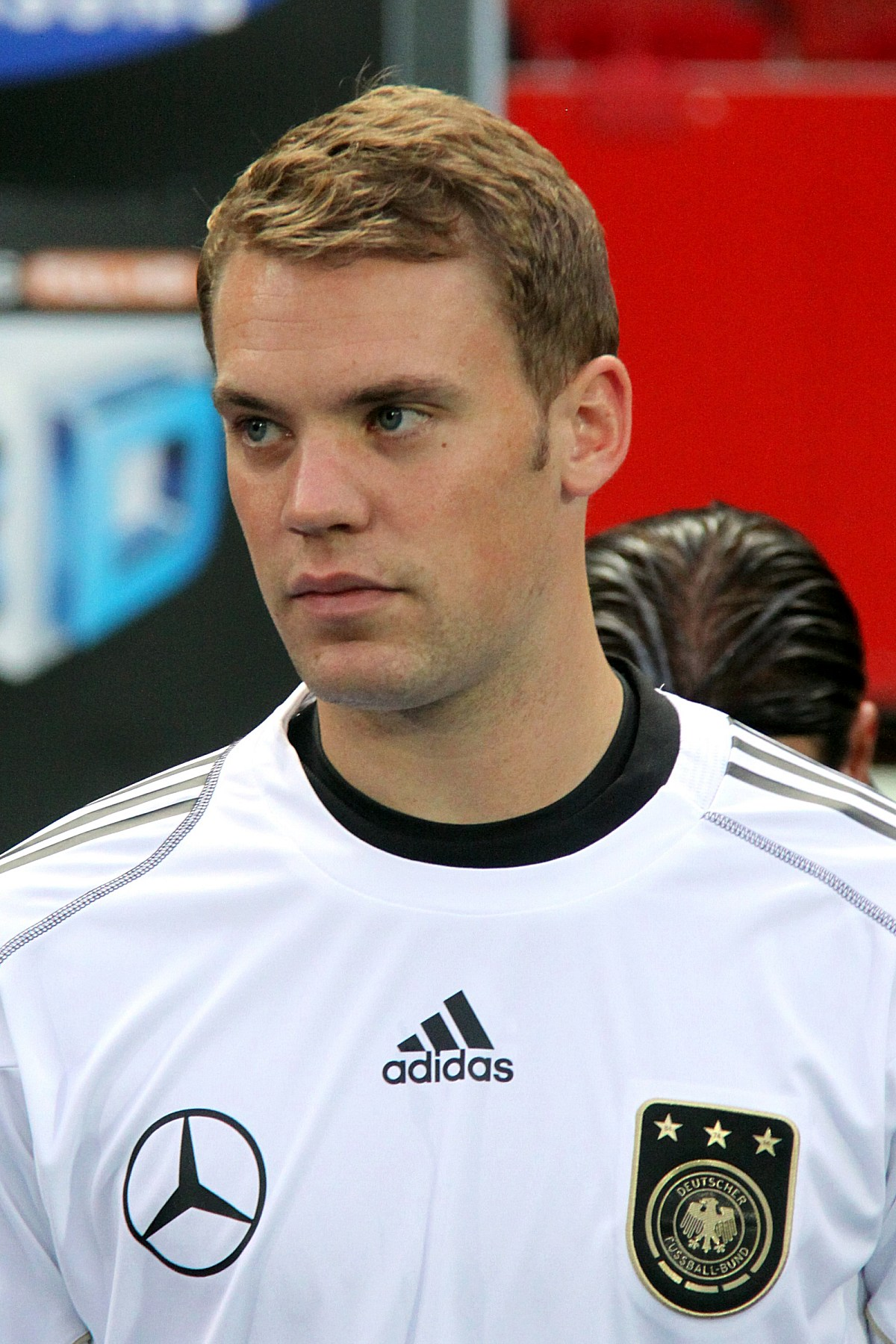
Manuel Neuer (doelman)
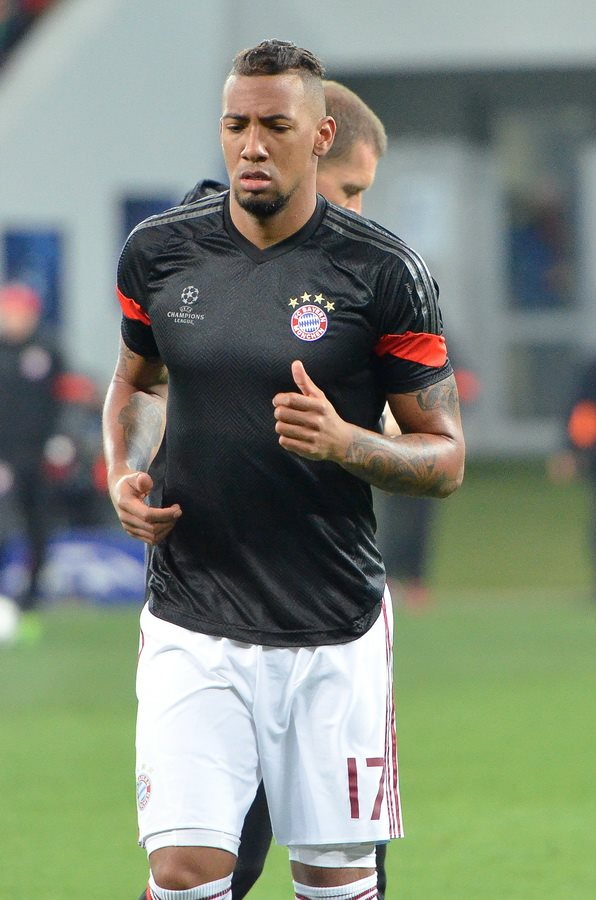
Jérôme Boateng (verdediger)
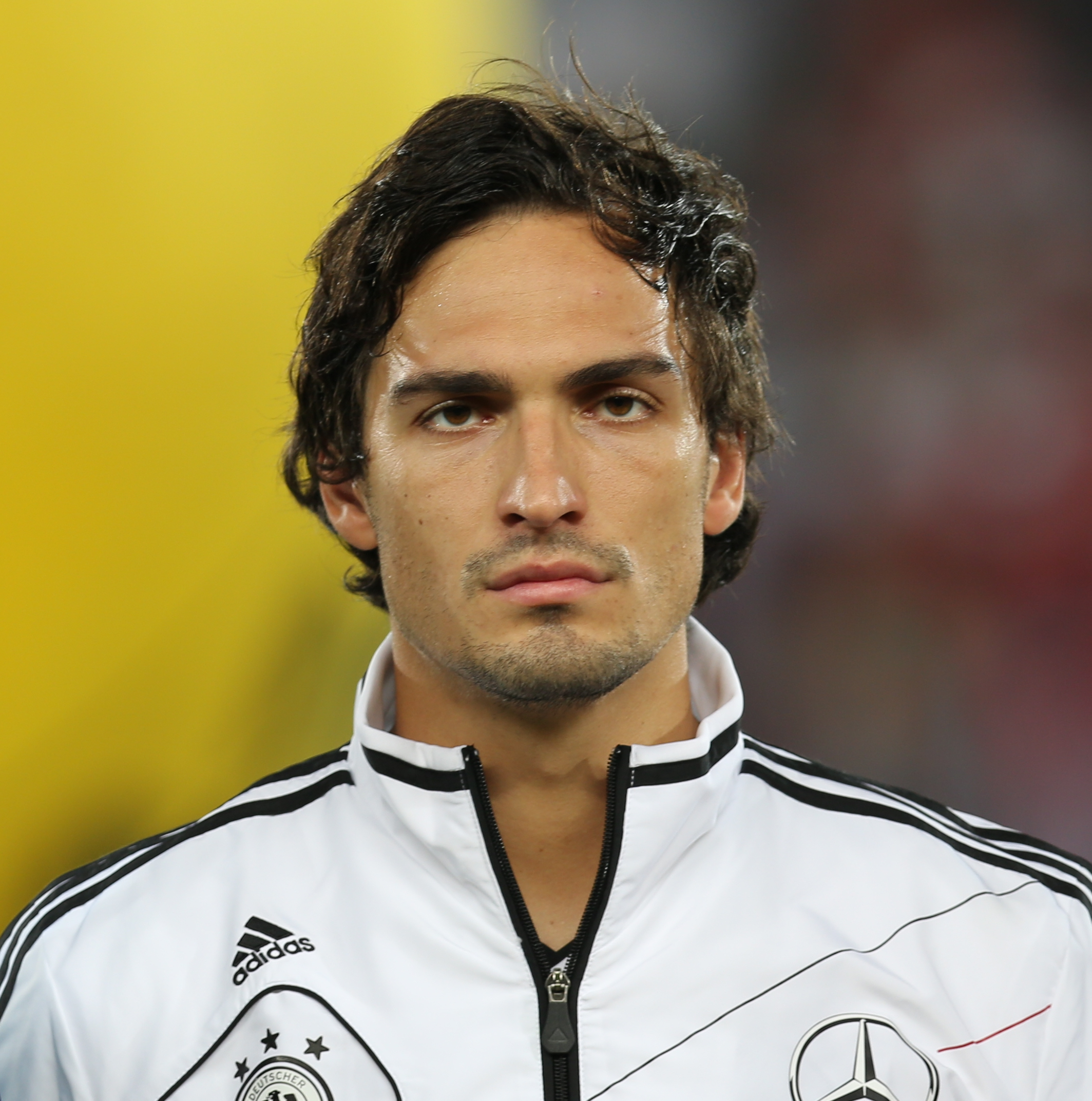
Mats Hummels (verdediger)
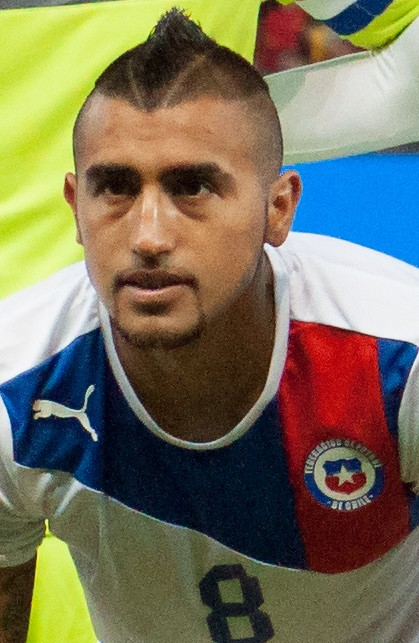
Arturo Vidal (middenvelder)
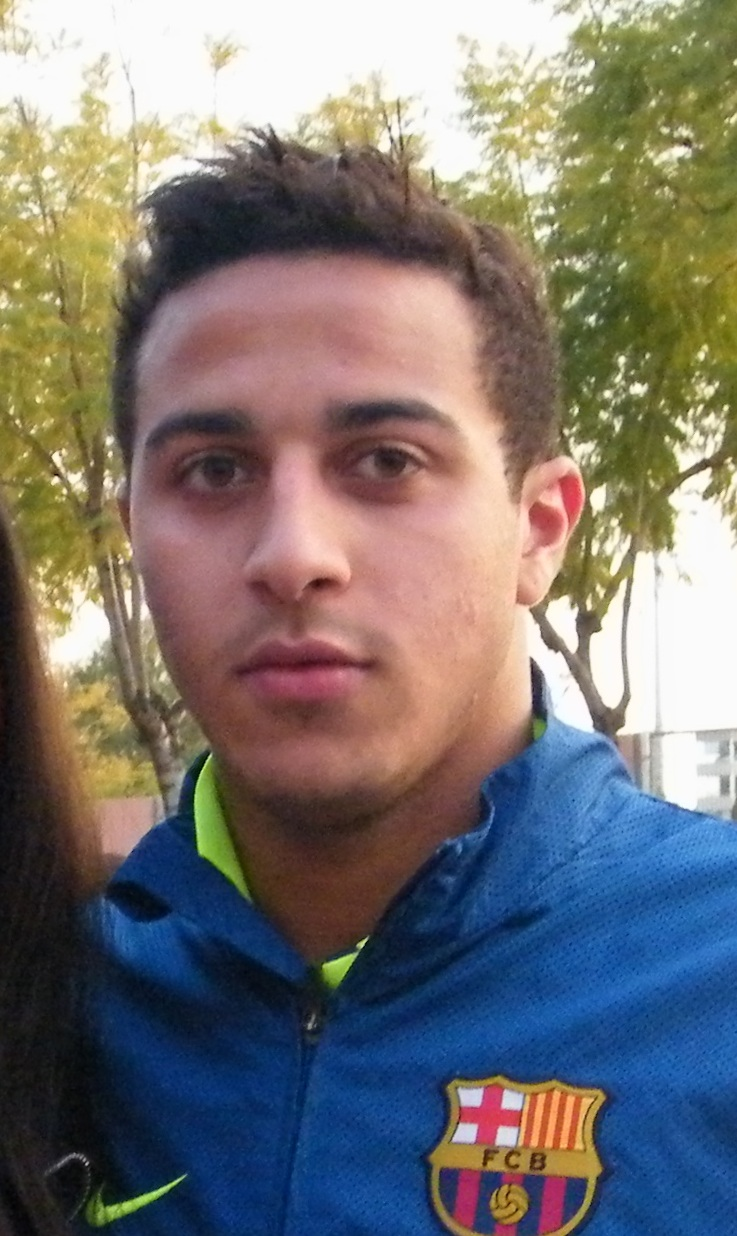
Thiago (middenvelder)
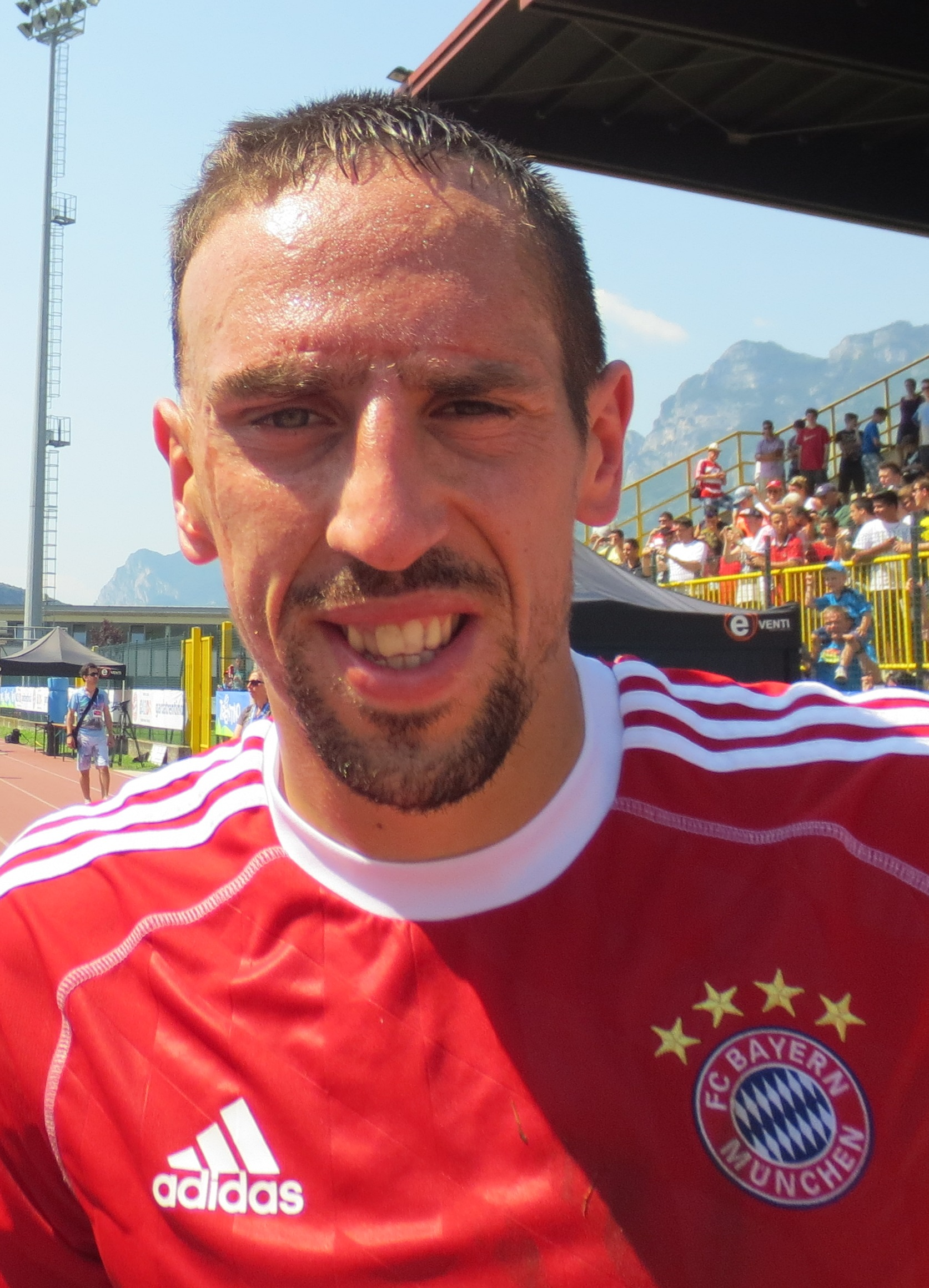
Franck Ribéry (aanvaller)
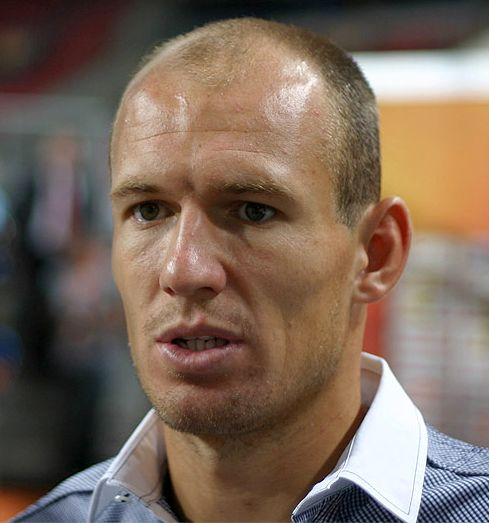
Arjen Robben (aanvaller)
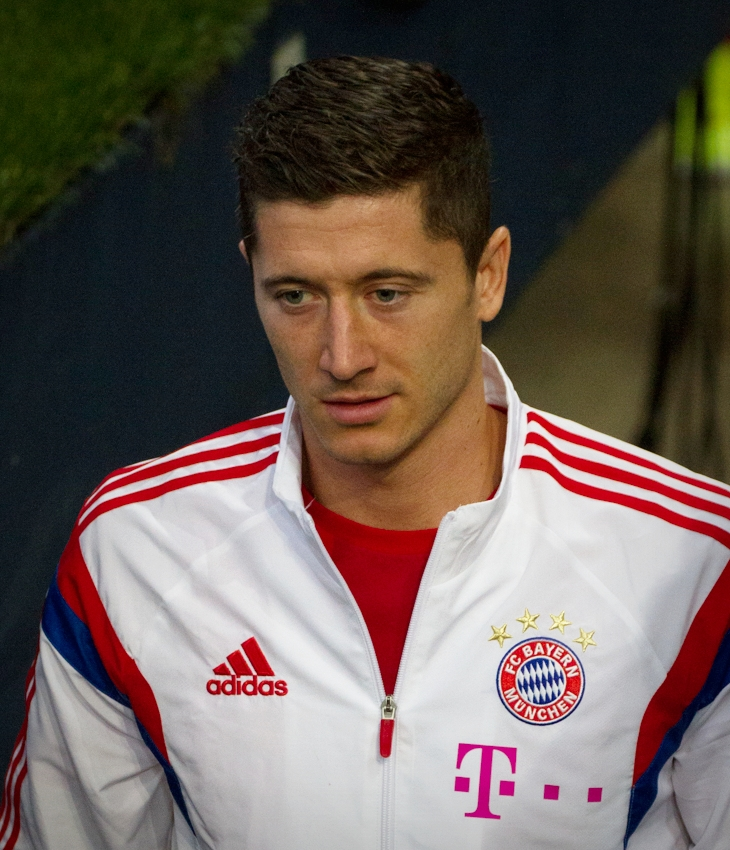
Robert Lewandowski (aanvaller)